# Ozeanienmeisterschaften im Gewichtheben 2018
Die 36. Ozeanienmeisterschaften im Gewichtheben (englisch 2018 Oceania Senior Weightlifting Championships) fanden vom 28. bis 30. Juni 2018 in der neukaledonischen Gemeinde Le Mont-Dore statt und wurden in acht Gewichtsklassen der Männer sowie sieben Klassen der Frauen durchgeführt. Die bessere Platzierung erreicht, wer innerhalb einer Gewichtsklasse die größte Last bewältigt, gezählt wird dabei in jeder Disziplin der schwerste gelungene Versuch. Für den Zweikampf wird jeweils der beste Versuch der beiden Einzeldisziplinen gewertet. Sollten mehrere Athleten die gleiche maximale Last gehoben haben, ist der nach Körpergewicht leichtere Athlet besser platziert.

## Ergebnisse

### Männer
| Disziplin          | Gold               | Gold             | Silber             | Silber           | Bronze                | Bronze           |
| Klasse bis 56 kg   | Klasse bis 56 kg   | Klasse bis 56 kg | Klasse bis 56 kg   | Klasse bis 56 kg | Klasse bis 56 kg      | Klasse bis 56 kg |
| ------------------ | ------------------ | ---------------- | ------------------ | ---------------- | --------------------- | ---------------- |
| Reißen             | Mike Riklon        | 64 kg            | Avery Fesolai      | 63 kg            |                       |                  |
| Stoßen             | Mike Riklon        | 90 kg            | Avery Fesolai      | 81 kg            |                       |                  |
| Zweikampf          | Mike Riklon        | 154 kg           | Avery Fesolai      | 144 kg           |                       |                  |
| Klasse bis 62 kg   |                    |                  |                    |                  |                       |                  |
| Reißen             | Morea Baru         | 120 kg           | Elson Brechtefield | 108 kg           | Ezekiel Moses         | 105 kg           |
| Stoßen             | Morea Baru         | 160 kg           | Elson Brechtefield | 140 kg           | Ezekiel Moses         | 135 kg           |
| Zweikampf          | Morea Baru         | 280 kg           | Elson Brechtefield | 248 kg           | Ezekiel Moses         | 240 kg           |
| Klasse bis 69 kg   |                    |                  |                    |                  |                       |                  |
| Reißen             | Ruben Katoatau     | 120 kg           | Larko Doguape      | 110 kg           | Curran Power          | 108 kg           |
| Stoßen             | Ruben Katoatau     | 150 kg           | Larko Doguape      | 138 kg           | Uea Detudamo          | 135 kg           |
| Zweikampf          | Ruben Katoatau     | 270 kg           | Larko Doguape      | 248 kg           | Uea Detudamo          | 242 kg           |
| Klasse bis 77 kg   |                    |                  |                    |                  |                       |                  |
| Reißen             | Ika Aliklik        | 122 kg           | Taretiita Tabaroua | 120 kg           | Damien Daver          | 115 kg           |
| Stoßen             | Taretiita Tabaroua | 170 kg           | Joshua Wu          | 150 kg           | Ika Aliklik           | 146 kg           |
| Zweikampf          | Taretiita Tabaroua | 290 kg           | Ika Aliklik        | 268 kg           | Joshua Wu             | 260 kg           |
| Klasse bis 85 kg   |                    |                  |                    |                  |                       |                  |
| Reißen             | Don Opeloge        | 145 kg           | Cameron Smith      | 126 kg           | Kabuati Bob           | 125 kg           |
| Stoßen             | Don Opeloge        | 180 kg           | Kabuati Bob        | 163 kg           | Tom-Jaye Waibeiya     | 160 kg           |
| Zweikampf          | Don Opeloge        | 325 kg           | Kabuati Bob        | 288 kg           | Cameron Smith         | 282 kg           |
| Klasse bis 94 kg   |                    |                  |                    |                  |                       |                  |
| Reißen             | Petunu Opeloge     | 142 kg           | Steven Kari        | 140 kg           | Douglas Sekone-Fraser | 135 kg           |
| Stoßen             | Steven Kari        | 200 kg           | Petunu Opeloge     | 175 kg           | Douglas Sekone-Fraser | 163 kg           |
| Zweikampf          | Steven Kari        | 340 kg           | Petunu Opeloge     | 317 kg           | Douglas Sekone-Fraser | 298 kg           |
| Klasse bis 105 kg  |                    |                  |                    |                  |                       |                  |
| Reißen             | Koriata Petelo     | 146 kg           | Jackson Young      | 145 kg           | Andrius Barakauskas   | 143 kg           |
| Stoßen             | Koriata Petelo     | 195 kg           | Jackson Young      | 187 kg           | Andrius Barakauskas   | 168 kg           |
| Zweikampf          | Koriata Petelo     | 341 kg           | Jackson Young      | 332 kg           | Andrius Barakauskas   | 311 kg           |
| Klasse über 105 kg |                    |                  |                    |                  |                       |                  |
| Reißen             | David Liti         | 160 kg           | Leon Likafia       | 108 kg           | Kyle Michel           | 102 kg           |
| Stoßen             | David Liti         | 200 kg           | Leon Likafia       | 132 kg           | Kyle Michel           | 120 kg           |
| Zweikampf          | David Liti         | 360 kg           | Leon Likafia       | 240 kg           | Kyle Michel           | 222 kg           |

### Frauen
| Disziplin         | Gold                  | Gold             | Silber                | Silber           | Bronze             | Bronze           |
| Klasse bis 48 kg  | Klasse bis 48 kg      | Klasse bis 48 kg | Klasse bis 48 kg      | Klasse bis 48 kg | Klasse bis 48 kg   | Klasse bis 48 kg |
| ----------------- | --------------------- | ---------------- | --------------------- | ---------------- | ------------------ | ---------------- |
| Reißen            | Thelma Toua           | 65 kg            | Dayalani Calma        | 45 kg            | Carmen Deidenang   | 35 kg            |
| Stoßen            | Thelma Toua           | 85 kg            | Dayalani Calma        | 60 kg            | Carmen Deidenang   | 45 kg            |
| Zweikampf         | Thelma Toua           | 150 kg           | Dayalani Calma        | 105 kg           | Carmen Deidenang   | 80 kg            |
| Klasse bis 53 kg  |                       |                  |                       |                  |                    |                  |
| Reißen            | Mary Kini Lifu        | 74 kg            | Loa Toua              | 71 kg            | Natalia Chorobczyk | 68 kg            |
| Stoßen            | Loa Toua              | 93 kg            | Mary Kini Lifu        | 89 kg            | Natalia Chorobczyk | 82 kg            |
| Zweikampf         | Loa Toua              | 164 kg           | Mary Kini Lifu        | 163 kg           | Natalia Chorobczyk | 150 kg           |
| Klasse bis 58 kg  |                       |                  |                       |                  |                    |                  |
| Reißen            | Jenly Wini            | 82 kg            | Nancy Abouke          | 70 kg            | Bernada Uepa       | 68 kg            |
| Stoßen            | Jenly Wini            | 110 kg           | Bernada Uepa          | 92 kg            | Nancy Abouke       | 92 kg            |
| Zweikampf         | Jenly Wini            | 192 kg           | Nancy Abouke          | 162 kg           | Bernada Uepa       | 160 kg           |
| Klasse bis 63 kg  |                       |                  |                       |                  |                    |                  |
| Reißen            | Maximina Uepa         | 75 kg            | Jacinta Sumagaysay    | 73 kg            | Elizabeth Bateman  | 70 kg            |
| Stoßen            | Maximina Uepa         | 100 kg           | Jacinta Sumagaysay    | 95 kg            | Samara Wright      | 90 kg            |
| Zweikampf         | Maximina Uepa         | 175 kg           | Jacinta Sumagaysay    | 168 kg           | Samara Wright      | 155 kg           |
| Klasse bis 69 kg  |                       |                  |                       |                  |                    |                  |
| Reißen            | Emma Wright           | 82 kg            | Samantha Hansen       | 77 kg            | Madeline Wu        | 75 kg            |
| Stoßen            | Emma Wright           | 99 kg            | Tiiau Bakaekiri       | 95 kg            | Samantha Hansen    | 94 kg            |
| Zweikampf         | Emma Wright           | 181 kg           | Samantha Hansen       | 171 kg           | Tiiau Bakaekiri    | 167 kg           |
| Klasse bis 75 kg  |                       |                  |                       |                  |                    |                  |
| Reißen            | Kanah Andrews-Nahu    | 90 kg            | Kylie Lindbeck        | 90 kg            | Zoë Glasson        | 76 kg            |
| Stoßen            | Kanah Andrews-Nahu    | 104 kg           | Kylie Lindbeck        | 100 kg           | Zoë Glasson        | 92 kg            |
| Zweikampf         | Kanah Andrews-Nahu    | 194 kg           | Kylie Lindbeck        | 190 kg           | Zoë Glasson        | 168 kg           |
| Klasse über 90 kg |                       |                  |                       |                  |                    |                  |
| Reißen            | Iuniarra Sipaia       | 106 kg           | Charisma Amoe-Tarrant | 105 kg           | Lesila Fiapule     | 90 kg            |
| Stoßen            | Charisma Amoe-Tarrant | 145 kg           | Iuniarra Sipaia       | 136 kg           | Lesila Fiapule     | 114 kg           |
| Zweikampf         | Charisma Amoe-Tarrant | 250 kg           | Iuniarra Sipaia       | 242 kg           | Lesila Fiapule     | 204 kg           |

## Medaillenspiegel
| Rang | Nation          | Gold | Silber | Bronze | Gesamt | Teilnehmer |
| ---- | --------------- | ---- | ------ | ------ | ------ | ---------- |
| 1.   | Papua-Neuguinea | 10   | 2      | —      | 12     | 5          |
| 2.   | Neuseeland      | 9    | 6      | 15     | 30     | 16         |
| 3.   | Samoa           | 8    | 4      | 3      | 15     | 6          |
| 4.   | Nauru           | 6    | 11     | 13     | 30     | 15         |
| 5.   | Kiribati        | 5    | 2      | 1      | 8      | 4          |
| 6.   | Salomonen       | 4    | 2      | —      | 6      | 3          |
| 7.   | Marshallinseln  | 3    | 2      | 1      | 6      | 3          |
| 8.   | Australien      | —    | 7      | 5      | 12     | 6          |
| 9.   | Guam            | —    | 6      | —      | 6      | 3          |
| 10.  | Neukaledonien   | —    | 3      | 4      | 7      | 13         |